# El. 15
El. 15 er betegnelsen for et lokomotiv, der er fremstillet i seks eksemplarer, oprindeligt til brug i Norge. Det er den kraftigste lokomotivtype, der nogensinde har kørt i Norge, og den blev brugt på den meget skrappe stigning ved Halden samt til malmtogene ved Narvik.
El. 15 blev produceret af ASEA og Thunes Mekaniske Verksted og leveret i 1967. Det første af de seks eksemplarer blev leveret i 1967, og NSB brugte dem, indtil de i 1995-96 solgte dem til MTAS, der i 2004 solgte dem videre til det svenske selskab Hector Rail AB, der omdøbte dem til BR 161.